# Hajo Bruins
Hajo Bruins, né le 27 mars 1959 à Steenwijk,,,, est un acteur néerlandais.

## Filmographie[5]

### Cinéma et téléfilms
- 1988 : Switch : Evert
- 1991-1997 : 12 steden, 13 ongelukken (nl) : Deux rôles (Rik et Tiest)
- 1992 : Iris : Haaksma
- 1993 : Bureau Kruislaan (nl) : de Vos
- 1993 : Recht voor z'n Raab : Huidarts
- 1993-1995 : Coverstory (nl) : L’inspecteur, Nico Koster
- 1994 : Oude tongen : Hans Godhelp
- 1994 : Seth & Fiona (nl) : Arnold
- 1994 : De Sylvia Millecam Show (nl) : Herman
- 1994-1998 : Flodder (nl) : Deux rôles (Ceasar et Kouwe Arie)
- 1995 : Pleidooi (nl) : Zondervan
- 1995 : In voor- en tegenspoed (nl) : Le vendeur de voiture
- 1996 : In naam der koningin (nl) : Sgt. Schnittke
- 1996-2001 : Baantjer : Deux rôles (Joop Groen et Gerard Bouwmeester)
- 1997 : La brigade du courage : Pels
- 1999 : In de clinch (nl) : Huub Witteveen
- 2002 : Polonaise : Charlie
- 2002 : ware liefde : Theo
- 2002 : De Club van Sinterklaas (nl) : Radarpiet
- 2004 : Wet & Waan (nl) : L'humoriste du Talk-show
- 2004 : Deining : Hugo
- 2004 : Russen (nl) : Johnny B
- 2005 : Hotnews.nl (nl) : De Knijff
- 2005 : Enneagram : Baas Bruno
- 2005 : Johan : Le présentateur
- 2005 : Grijpstra & de Gier (nl) : Le docteur Westerling
- 2006 : Paid : Andre
- 2006 : De afdeling : Tom
- 2007 : Willemspark (nl) : Philip van Haaften
- 2007 : Pandora's la : Jacques
- 2009 : 13 in de oorlog (nl) : Dries Kooiman
- 2010 : Toren C : Le visiteur
- 2010 : Sterke verhalen (nl) : Le poissonnier
- 2010 : Ciske de Rat (nl) : Le père de Vrijmoeth
- 2010-2017 : Penoza (nl) : Jim Leeflang
- 2011 : Vakantie in eigen land (nl) : Alex
- 2011 : Levenslied (nl) : Gordon Smit
- 2012 : Oom Henk (nl) : Le détective Uitenhaage
- 2012 : Jackie : Robert
- 2014 : 30 Milligram : Meneer Thalen
- 2014 : Gooische vrouwen II : Le golfeur
- 2015 : Armada : Cornelis Tromp
- 2015 : Gouden Bergen (nl) : Roderick Hofmans
- 2015 : Hotwax : Le patron n°1
- 2015 : Meiden van de Herengracht (nl) : Simon Wagenmakers
- 2016 : Prinses Op De Erwt: een modern sprookje : Lakei Hugo
- 2016 : Familie Kruys (nl) : Luuk Steenmeijer
- 2016 : Weemoedt (nl) : Bob Ancion
- 2016 : Sinterklaasjournaal (nl) : Le nettoyeur de vitres
- 2016-2017 : Petticoat (série télévisée) (nl) : Lammert Jagersma
- 2017 : B.A.B.S. (nl) : Willem
- 2017-2018 : Papadag (nl) : Louis
- 2018 : Lost & Found (nl) : Oscar
- 2018 : Welkom in de 80-jarige Oorlog (nl) : Le duc d'Alva
- 2018 : Soof: Een Nieuw Begin : Directeur de la chaîne
- 2018 : All You Need Is Love : Hans

## Vie privée
Depuis 2010, il est en couple avec l'actrice et humoriste Linde van den Heuvel, de 27 ans sa cadette. Elle donne naissance à leur premier enfant, une petite fille (prénommée Magali),.